# تنیس روی میز در بازی‌های آسیایی
تنیس روی میز یکی از ورزش‌های بازی‌های آسیایی است که از سال ۱۹۵۸ که تاکنون در این مسابقات انجام می‌شود.

## مسابقات
| بازی‌ها              | سال  | شهر      | کشور      | بهترین کشور |
| ------------------- | ---- | -------- | --------- | ----------- |
| بازی‌های آسیایی ۱۹۵۸ | ۱۹۵۸ | توکیو    | ژاپن      | ژاپن (JPN)  |
| بازی‌های آسیایی ۱۹۶۲ | ۱۹۶۲ | جاکارتا  | اندونزی   | ژاپن (JPN)  |
| بازی‌های آسیایی ۱۹۶۶ | ۱۹۶۶ | بانکوک   | تایلند    | ژاپن (JPN)  |
| بازی‌های آسیایی ۱۹۷۴ | ۱۹۷۴ | تهران    | ایران     | چین (CHN)   |
| بازی‌های آسیایی ۱۹۷۸ | ۱۹۷۸ | بانکوک   | تایلند    | چین (CHN)   |
| بازی‌های آسیایی ۱۹۸۲ | ۱۹۸۲ | دهلی نو  | هند       | چین (CHN)   |
| بازی‌های آسیایی ۱۹۸۶ | ۱۹۸۶ | سئول     | کره جنوبی | چین (CHN)   |
| بازی‌های آسیایی ۱۹۹۰ | ۱۹۹۰ | پکن      | چین       | چین (CHN)   |
| بازی‌های آسیایی ۱۹۹۴ | ۱۹۹۴ | هیروشیما | ژاپن      | چین (CHN)   |
| بازی‌های آسیایی ۱۹۹۸ | ۱۹۹۸ | بانکوک   | تایلند    | چین (CHN)   |
| بازی‌های آسیایی ۲۰۰۲ | ۲۰۰۲ | بوسان    | کره جنوبی | چین (CHN)   |
| بازی‌های آسیایی ۲۰۰۶ | ۲۰۰۶ | دوحه     | قطر       | چین (CHN)   |
| بازی‌های آسیایی ۲۰۱۰ | ۲۰۱۰ | گوانگ‌ژو  | چین       | چین (CHN)   |
| بازی‌های آسیایی ۲۰۱۴ | ۲۰۱۴ | اینچئون  | کره جنوبی | چین (CHN)   |

## جدول مدال‌ها
| رتبه  | کشور               | طلا | نقره | برنز | مجموع |
| 1     | چین (CHN)          | ۶۱  | ۳۴   | ۲۶   | ۱۲۱   |
| 2     | ژاپن (JPN)         | ۲۰  | ۱۸   | ۴۲   | ۸۰    |
| 3     | کره جنوبی (KOR)    | ۱۰  | ۲۸   | ۴۶   | ۸۴    |
| 4     | هنگ کنگ (HKG)      | ۲   | ۹    | ۷    | ۱۸    |
| 5     | کره شمالی (PRK)    | ۲   | ۲    | ۱۷   | ۲۱    |
| 6     | ویتنام جنوبی (VNM) | ۲   | ۰    | ۲    | ۴     |
| 7     | چین تایپه (TPE)    | ۱   | ۴    | ۱۸   | ۲۳    |
| 8     | سنگاپور (SIN)      | ۰   | ۲    | ۸    | ۱۰    |
| 9     | اندونزی (INA)      | ۰   | ۱    | ۰    | ۱     |
| 10    | ایران (IRI)        | ۰   | ۰    | 3    | 3     |
| مجموع | مجموع              | ۹۸  | ۹۸   | ۱۶۸  | ۳۶۴   |